# 간독
간독(簡牘)은 죽간(竹簡)과 목독(木牘)을 합칭한 것이다. 죽간은 기록 매체로 사용하기 위하여 길고 평평한 형태로 자른 대나무 조각, 목독 역시 기록 매체로 사용하기 위하여 길고 평평한 형태로 자른 나무 조각이다. 종이가 발명되기 이전에 나무와 대나무는 가장 보편적인 기록매체였으며 사용된 기간도 장구했다. 죽간은 대나무를 일정한 길이의 원통으로 자른 뒤, 다시 일정한 폭으로 쪼개 푸른 표피를 깎아내고 불에 쪼이는 살청 및 한간 처리를 해서 쓴다. 이것은 서사하기 쉽고 충해를 방지하여 오래 보존할 수 있게 하는 구실을 한다. 죽간은 큰 것은 폭 2cm, 길이 60cm 정도이고, 작은 것은 폭 1cm, 길이 12cm 정도이다. 목독의 길이는 시대에 따라 다르며 같은 시대에도 일정하지 않으나, 대개 20 ~ 30cm 정도 정방형으로 잘라 만든 목편이다. 간을 대신해서 사용하거나 대나무가 없는 지방에서 사용하였다. 
대나무는 견고하고 세밀하며 살청(殺靑)에 의하여 어느 정도 충해방지가 가능하였으므로 내구성이 훌륭하였다. 나무 역시 원료가 풍부하여 널리 사용되었다. 하지만 나무와 대나무는 문자를 기록하기가 쉽지 않고, 원료 자체가 무거워 열람과 휴대에 불편한 것이 큰 단점이었다.